# Stichios
Stichios (altgriechisch Στίχιος Stíchios) ist in der griechischen Mythologie ein Geliebter des Herakles aus Aitolien, der ihn im Wahn tötete. Als er aufgeschlitzt wurde, zeigte sich, dass er ein (durch eine „Herzbeutel“veränderung verursachtes, aber auch als Zeichen von Tapferkeit und Stärke geltendes) „haariges Herz“ hatte. Er soll der einzige Held gewesen sein, den Herakles beklagte.